# Icari (pare d'Erígone)

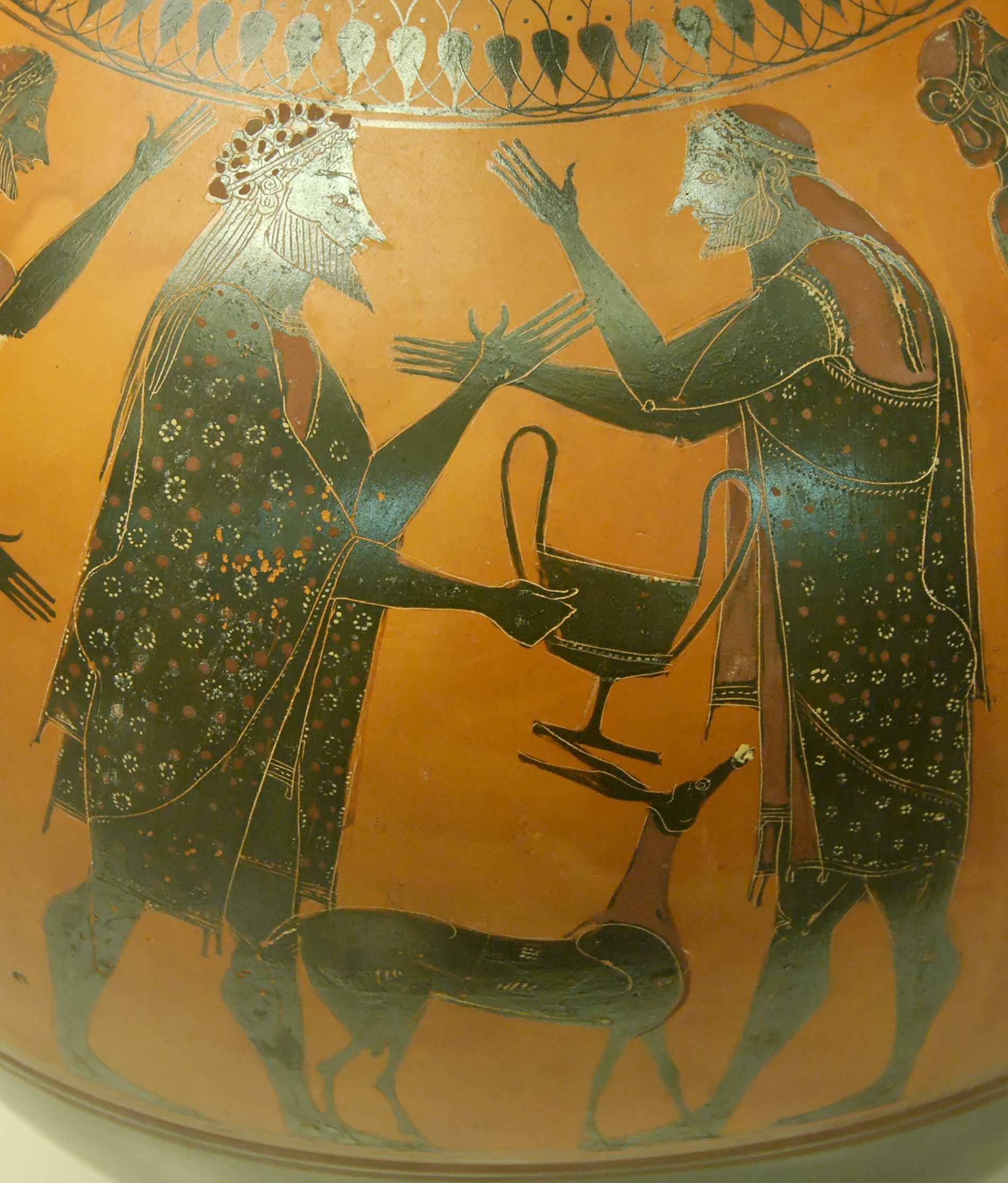
Dionís i Icari BM B153

D'acord amb la mitologia grega, Icari (en grec antic Ἰκάριος) fou un ciutadà d'Atenes, pare d'Erígone.
En l'època que el rei Pandíon regnava a Atenes, acollí Dionís a casa seua, quan aquest déu va venir a la terra a oferir la vinya i el vi als homes, i el déu, agraït, li ensenyà a fer vi. Enamorat Dionís de la filla d'Icari, Erígone, obsequià a aquest amb un bot de vi i ordenà que el donés a tastar als seus veïns. Quan va compartir-lo amb uns pastors, aquests s'emborratxaren i, creient que els havia donat verí, el van matar a cops de bastó i van abandonar el cadàver. El seu gos, de nom Mera, amb els lladrucs va avisar Erígone on era el seu pare mort, i davant de l'escena, es va penjar. Dionís envià una epidèmia a la ciutat, que consistia en què les noies ateneses, embogides, es penjaven. Consultat l'oracle de Delfos, va respondre que Dionís es venjava de la mort d'Icari i d'Erígone, que havia quedat impune. Els atenesos van castigar els pastors criminals i van instituir en honor d'Erígone una festa on es penjaven dels arbres uns discs que tenien representats rostres humans. Icari pujà al cel convertit en la constel·lació del Bover.